# Shri (nome)
Shri (in devanagari: श्री) è un nome proprio di persona indiano femminile.

## Varianti in altre lingue
- Indonesiano: Sri[2]
- Tamil: ஸ்ரீ (Sri, Sree)[1]
- Telugu: శ్రీ (Sri, Sree)[1]

## Origine e diffusione
Deriva dal termine hindi e sanscrito श्री (Shri), che significa "luce diffusa", "radianza", "bellezza". Ha quindi significato affine ai nomi Aglaia, Husni, Indira, Jamal e Aoife.
Nell'induismo, Shri è un altro nome della divinità Lakshmi, ed è anche un titolo correntemente usato per indicare rispetto e venerazione, anche al maschile.

## Onomastico
Shri è un nome adespota, in quanto non esistono sante chiamate così. L'onomastico si festeggia dunque il 1º novembre, giorno di Ognissanti.

## Persone
- Shri Mataji Nirmala Devi, attivista indiana

### Variante Sri
- Sri Sulalai, principessa consorte del re Rama II

## Il nome nelle arti
- Sri Sumbhajee è un personaggio della serie di film dei Pirati dei Caraibi.